# Настя, соберись!
«Настя, соберись!» — российский художественный телесериал в комедийном жанре, вышедший в 2021 году на сервисе «КиноПоиск HD». Главные роли в нём сыграли Любовь Аксёнова, Рина Гришина, Алина Алексеева, Вера Строкова.

## Сюжет
Главная героиня сериала — девушка с диссоциативным расстройством. В её голове живут пять разных личностей, которые начинают ссориться между собой, когда в жизни Насти начинается кризис. Критики отмечают явную связь шоу с мультфильмом «Головоломка» от студии «Pixar» и телешоу «Голова Германа», выходившим в 90-е на СТС.

## В ролях
- Любовь Аксёнова — Настя
- Рина Гришина — Сестра
- Алина Алексеева — Богиня
- Вера Строкова —  Вика
- Светлана Камынина —  Алла Кирилловна
- Ева Смирнова —  Бусинка
- Юлия Гришаева —  Хозяюшка
- Маргарита Аброськина —  Инга
- Юлия Ауг —  Полина, мама Насти
- Ирина Шевчук —  Раиса, бабушка Насти

## Релиз и оценки
Премьерный показ сериала начался 3 января 2021 года на «Кинопоиске». Обозреватель «Форбс.ру» признал «явный сценарный успех» шоу, но отметил, что мужские персонажи проработаны несколько хуже, чем женские. По мнению рецензента «Бюро 247», идея сериала «кажется интереснее её реализации»: «субличности Насти доведены до карикатурности», сценаристы постарались затронуть все актуальные темы последних лет, но ни в одну из них не углубились, на экране не хватает юмора и «химии» между актёрами.
Автор рецензии для «ИнтерМедиа» считает, что «Настя» и не должна была «лезть в эти психологические дебри»: «её цель заключается в создании ярких комедийных эпизодов (порой с рейтингом „18+“) из достаточно оригинальной задумки в лучших традициях жанра ситкомов. И с этим сериал… справляется на ура».
У обозревателя «Кинорепортёра» шоу вызвало раздражение: по его мнению, сценарий слишком неровный, «буквальное разделение психики на пять героинь» в некоторых сериях совсем не работает, идеологический посыл в духе «фемповестки» слишком прямолинеен. «Борьба за всё хорошее и против всего плохого в сериале часто оказывается грубой, неприятной и неопрятной».